# Paul Prescher
Paul Prescher (* 1628; † 25. März 1695 in Nördlingen) war ein schwäbischer Orgelbauer.

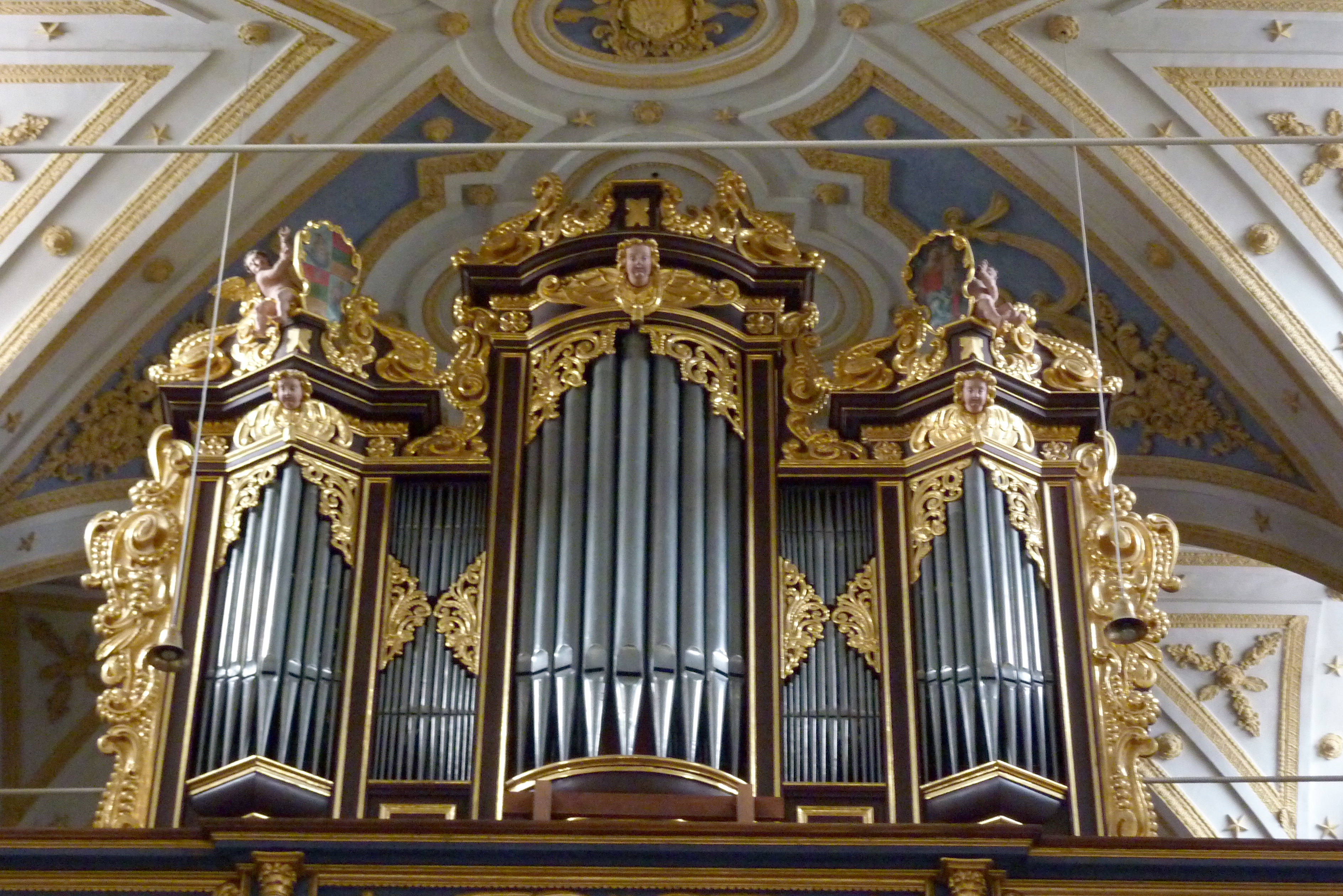
Orgel von Paul Prescher in Mariä Himmelfahrt (Niederschönenfeld)

## Leben
Paul Prescher stammte „von Sittau aus der Lausitz“ und kann das Handwerk in der eigenen Familie erlernt haben, denn sein Vater war Schreiner und 1673 ist ein Orgelbauer Prescher aus Zittau genannt. Wenige Jahre nach dem Ende des Dreißigjährigen Krieges verließ Paul Prescher seine Heimat. Sein Wirken begann 1654 mit der Niederlassung in Burtenbach, wo er im Neuen Haus eine Werkstatt eröffnete. Am 26. Juni 1654 heiratete er Anna Maria Saugenfinger (1626–1693) aus Nördlingen. Bereits am 24. April 1657 wurde Prescher mit seiner Frau in das Bürgerrecht der damaligen Reichsstadt Nördlingen aufgenommen und betrieb nun hier seine Orgelwerkstatt.
Prescher baute in Nordschwaben und im angrenzenden Franken zahlreiche Orgelwerke, von denen etwa zwanzig nachgewiesen sind, beispielsweise in der Stadtpfarrkirche St. Emmeram in Wemding, die 1898 durch ein Werk von Steinmeyer, Oettingen, ersetzt wurde. Er war Lehrmeister von Benedikt Eismann in Ansbach, der eine Tochter von Prescher heiratete, und von Johann Michael Schmahl in Ulm (später in Heilbronn). Dessen vier Söhne wurden ebenfalls Orgel- und Klavierbauer, darunter auch Georg Friedrich Schmahl. Johann Friedrich Macrander absolvierte 1684 bis 1688 die Orgelbauerlehre bei Prescher.
1669 wurde bei Veränderungen der Georgskirche zu Nördlingen die alte Orgel abgebaut und von Prescher unter Verwendung des Pfeifenwerkes eine neue errichtet. Er erhielt dafür 410 Gulden; zwei Schreinermeister waren seine Gehilfen, und am Gesamtbild des Instrumentes wirkten Bildhauer und Maler mit. Im 18. Jahrhundert führten seine Nachkommen dort vier größere Reparaturen aus.
Für die Klosterkirche Wettenhausen lieferte Paul Prescher das Werk der Orgel (Prospekt datiert mit dem Jahr 1679). 1901 wurde die Orgel durch ein romantisches Werk mit 21 Registern ersetzt.
Ein bis heute erhaltenes Kulturgut ist die mit „1683“ bezeichnete Orgel in der damaligen Zisterzienserinnenklosterkirche Niederschönenfeld, heute Katholische Pfarrkirche Mariä Himmelfahrt. Es handelt sich um ein verhältnismäßig kleines und einzigartig disponiertes Orgelwerk. Dessen Besonderheiten sind vorderer und rückwärtiger Orgelprospekt sowie die beidseitige Bespielbarkeit. Die Kosten der Herstellung, die Dauer sowie die Auftraggeber sind bislang unbekannt. Dieses Instrument wurde nach ca. einjährigen Renovierungsarbeiten durch Johannes Klais Orgelbau am 27. Oktober 2019 wieder eingeweiht.
Zehn Jahre später stellte er die Orgel in Mönchsdeggingen fertig. Dies sind die einzigen bis heute erhaltenen Zeugnisse von Paul Prescher.

## Familie
Prescher hatte zwei Söhne, die beide als sehr geschickte Orgelmacher bezeichnet werden. Sein Sohn Nikolas (1670 geboren) heiratete 1693 und übernahm 1695 die Werkstatt des Vaters. Um 1712 fertigte er (von dem 12 Neubauten stammten) für die damalige Wallfahrts- und Klosterkapelle Hl. Kreuz Niederschönenfeld die Orgel, die inzwischen mehrfach umgebaut worden ist und – als Teil des Komplexes der Justizvollzugsanstalt Niederschönenfeld – nur bei besonderen Anlässen besichtigt werden kann.
1719 kommen zwei Familienangehörige Prescher erstmals in den Steuerbüchern der Stadt Nördlingen vor, die Beyschlag als Söhne von Paul bezeichnet, aber eher seine Enkel waren. Johann Paul ist 1761 verstorben; mit seinem Bruder Johann Wilhelm († 1777) ist die Familie in Nördlingen wieder ausgestorben. Der Sohn von Johann Wilhelm namens Daniel Wilhelm kam als Kantor nach Gaildorf. Dessen Sohn war der Historiker und Theologe Johann Philipp Heinrich Prescher, der in Nördlingen das Lyzeum besuchte. 